# Байтели
Байтели (каз. Байтелі, до 1992 г. — 40 лет Победы) — аул в Рыскуловском районе Жамбылской области Казахстана. Входит в состав Акбулакского сельского округа. Код КАТО — 315042300.

## Население
В 1999 году население аула составляло 599 человек (302 мужчины и 297 женщин). По данным переписи 2009 года, в ауле проживало 695 человек (355 мужчин и 340 женщин).